# General Roca (Río Negro)

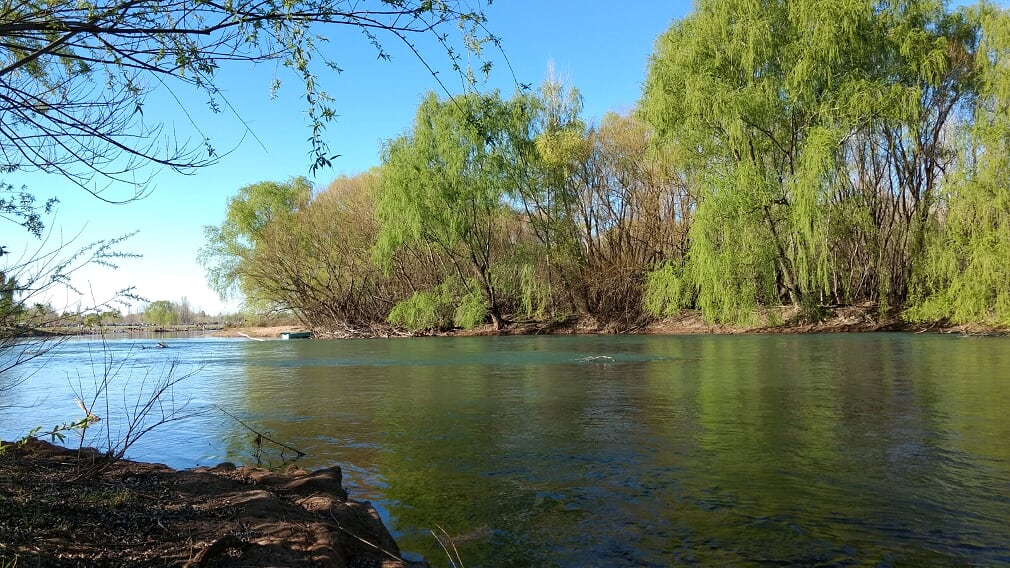
Vista del río Negro, verano 2019, desde la ciudad de General Roca, Provincia de Río Negro, Argentina

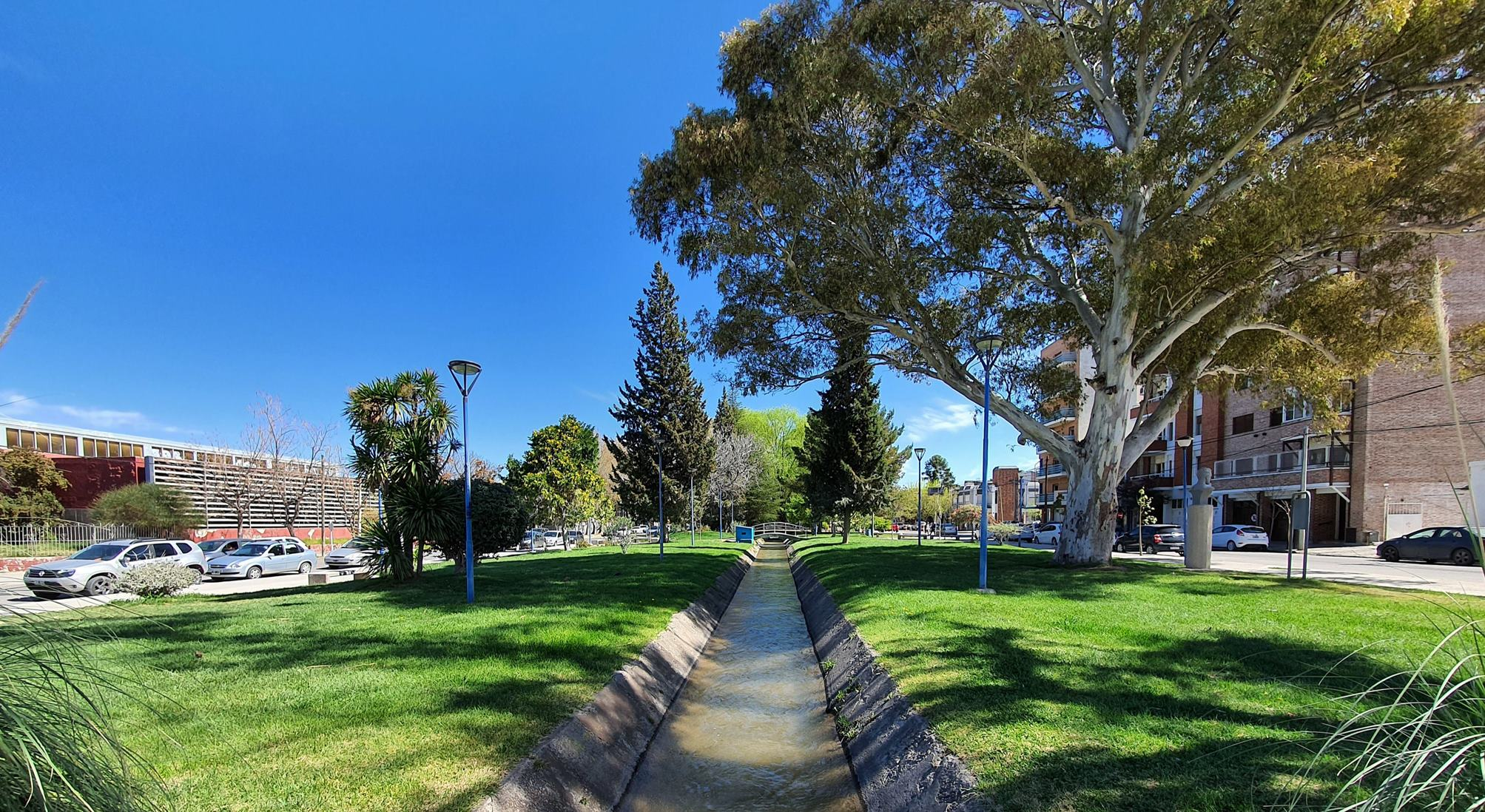
Canalito, General Roca.

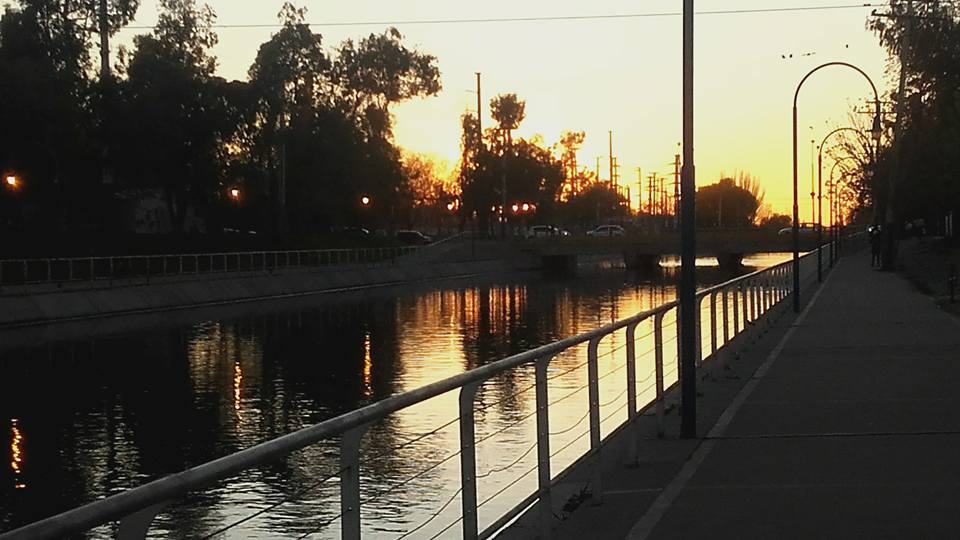
Canal Grande

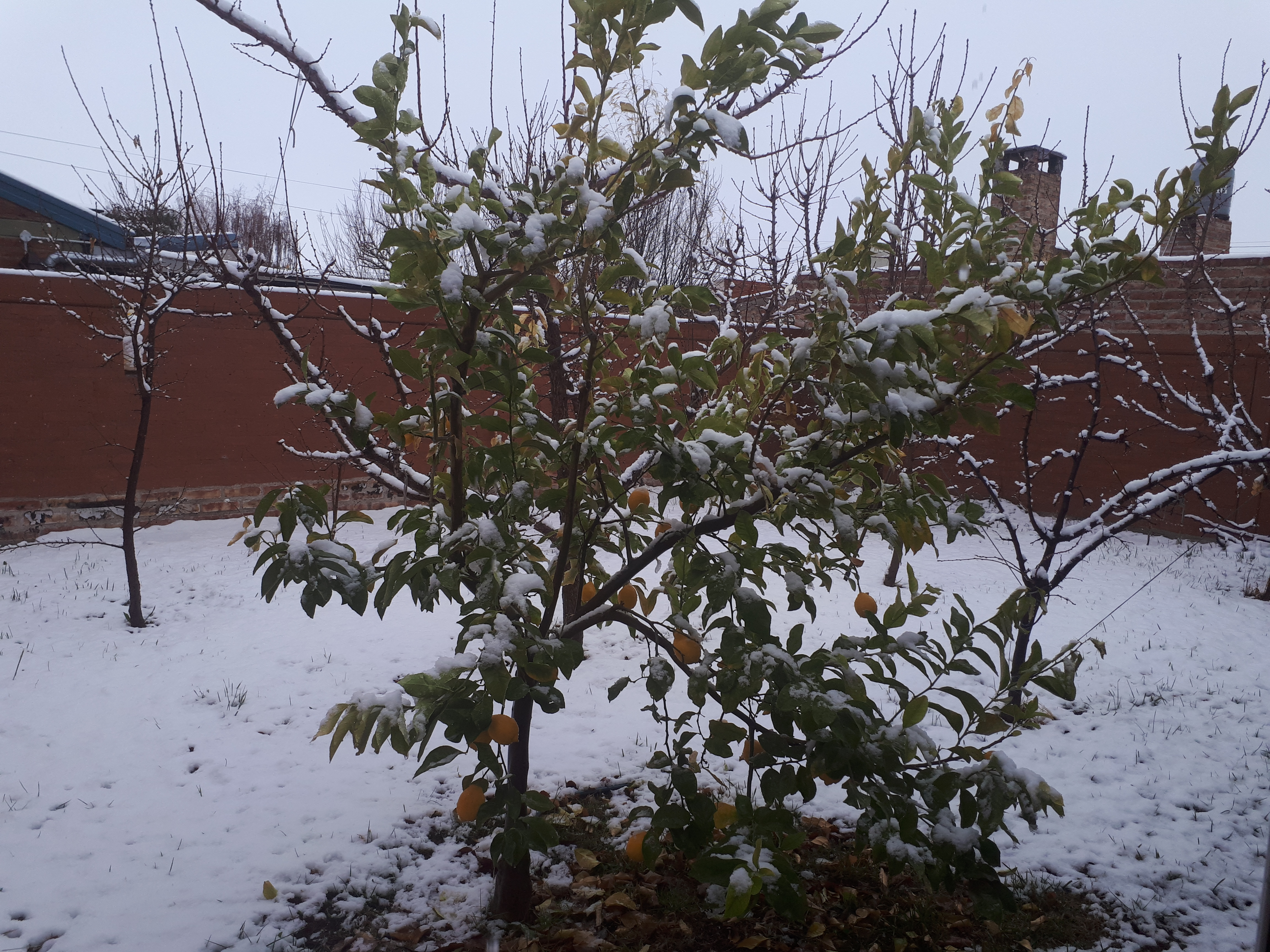
Invierno - Nevada 2022 - Alto Valle- Gral.Roca

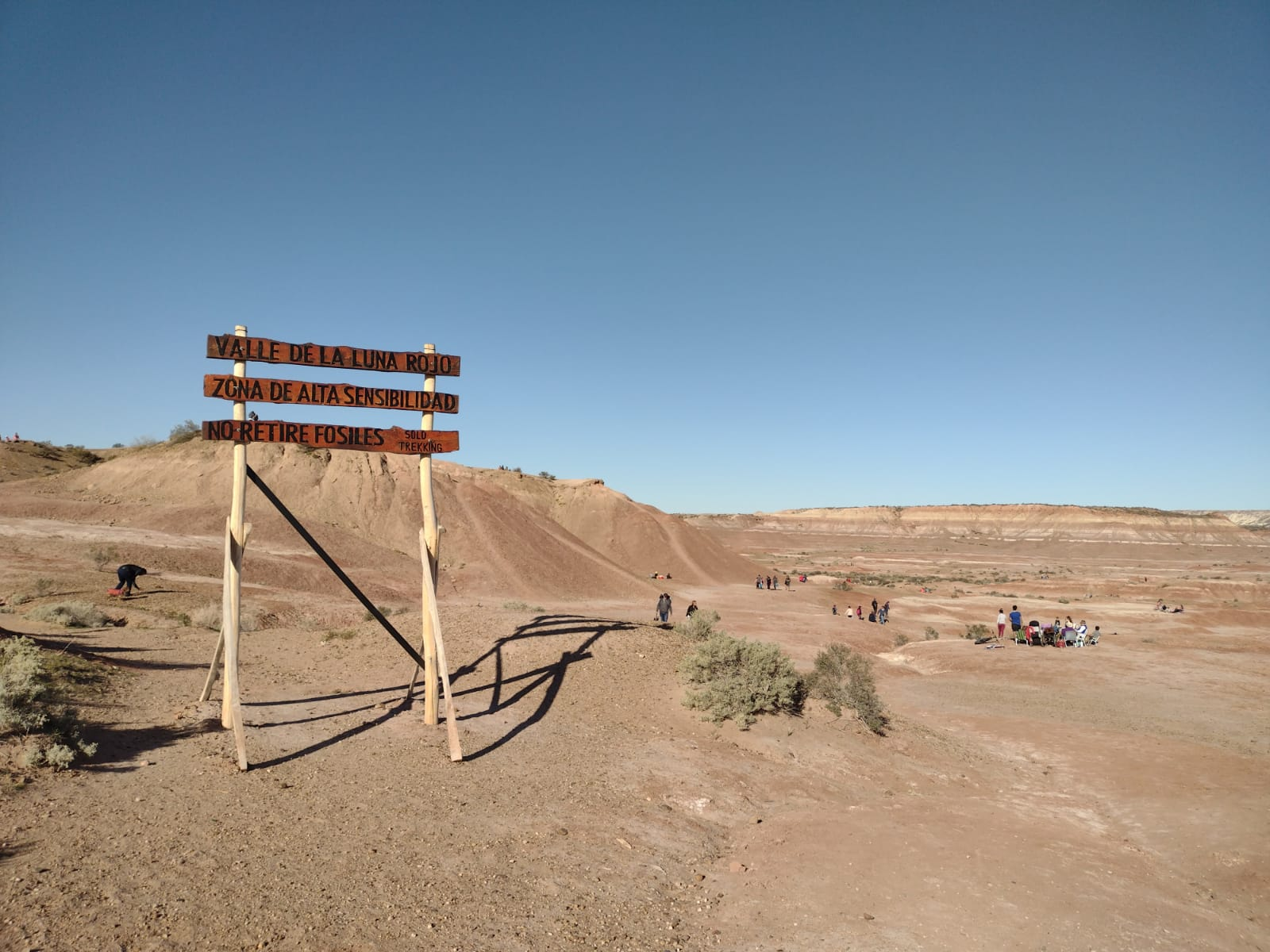
Área Protegida - Valle de la Luna Rojo

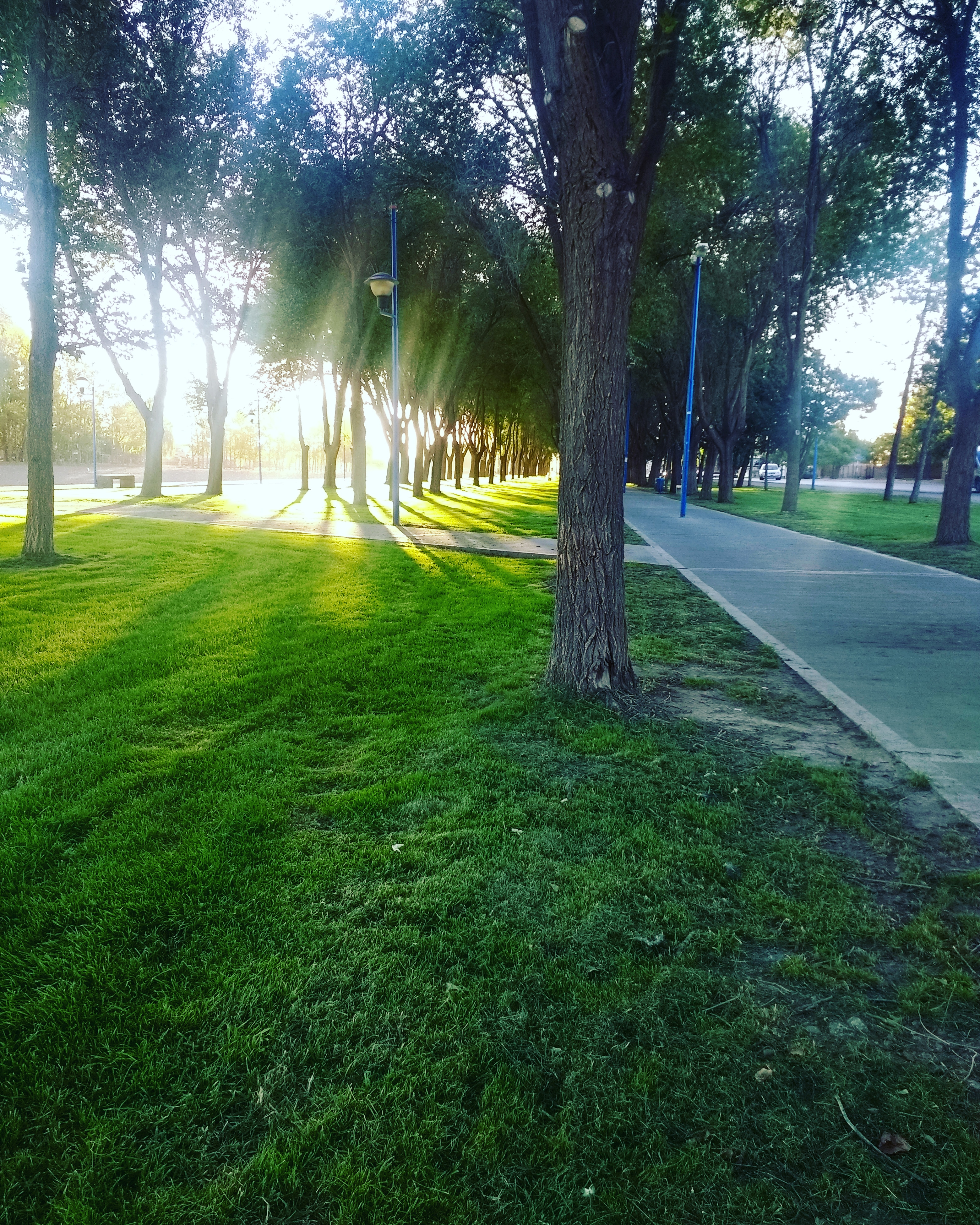
Canal Grande, marzo de 2020

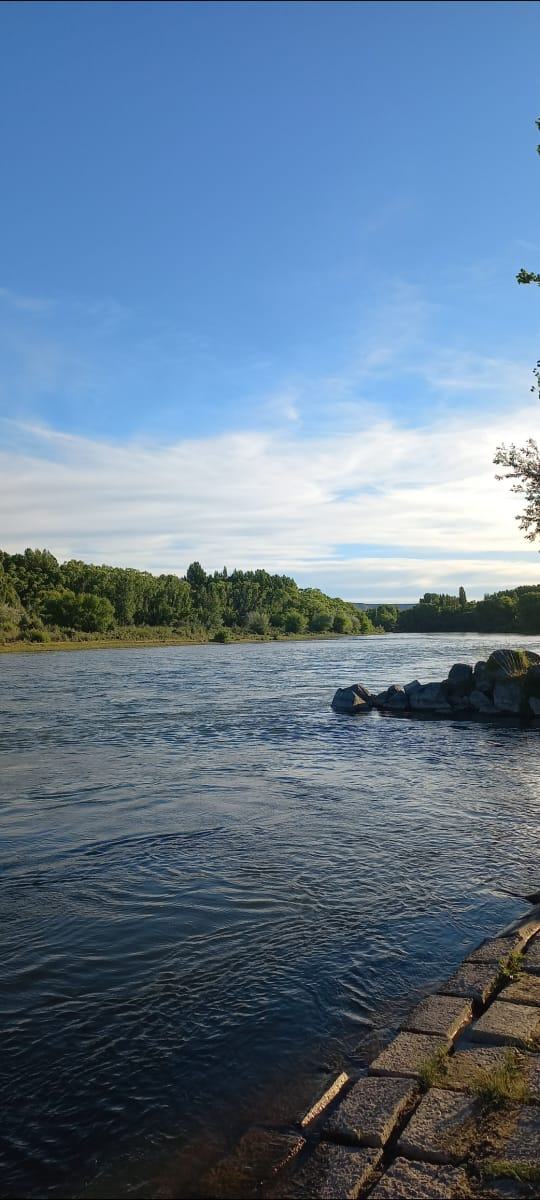
Margen izquierdo del río Negro.

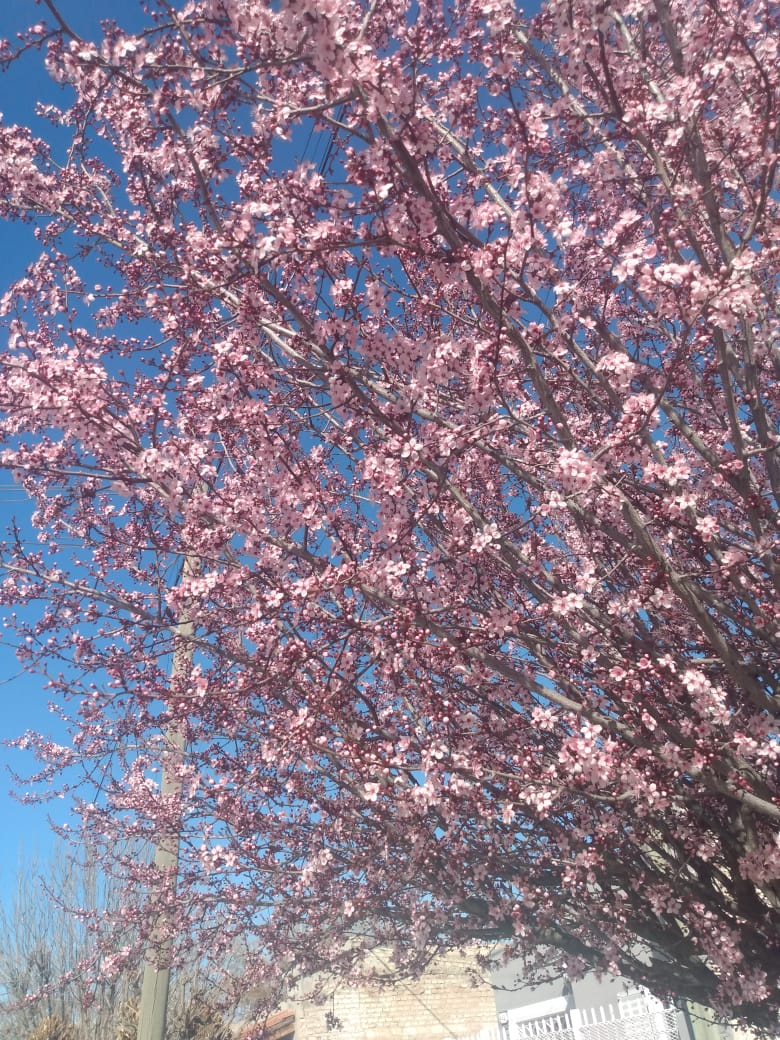
Cerezo de jardín presente en muchas calles de a ciudad. (Prunus cerasifera).

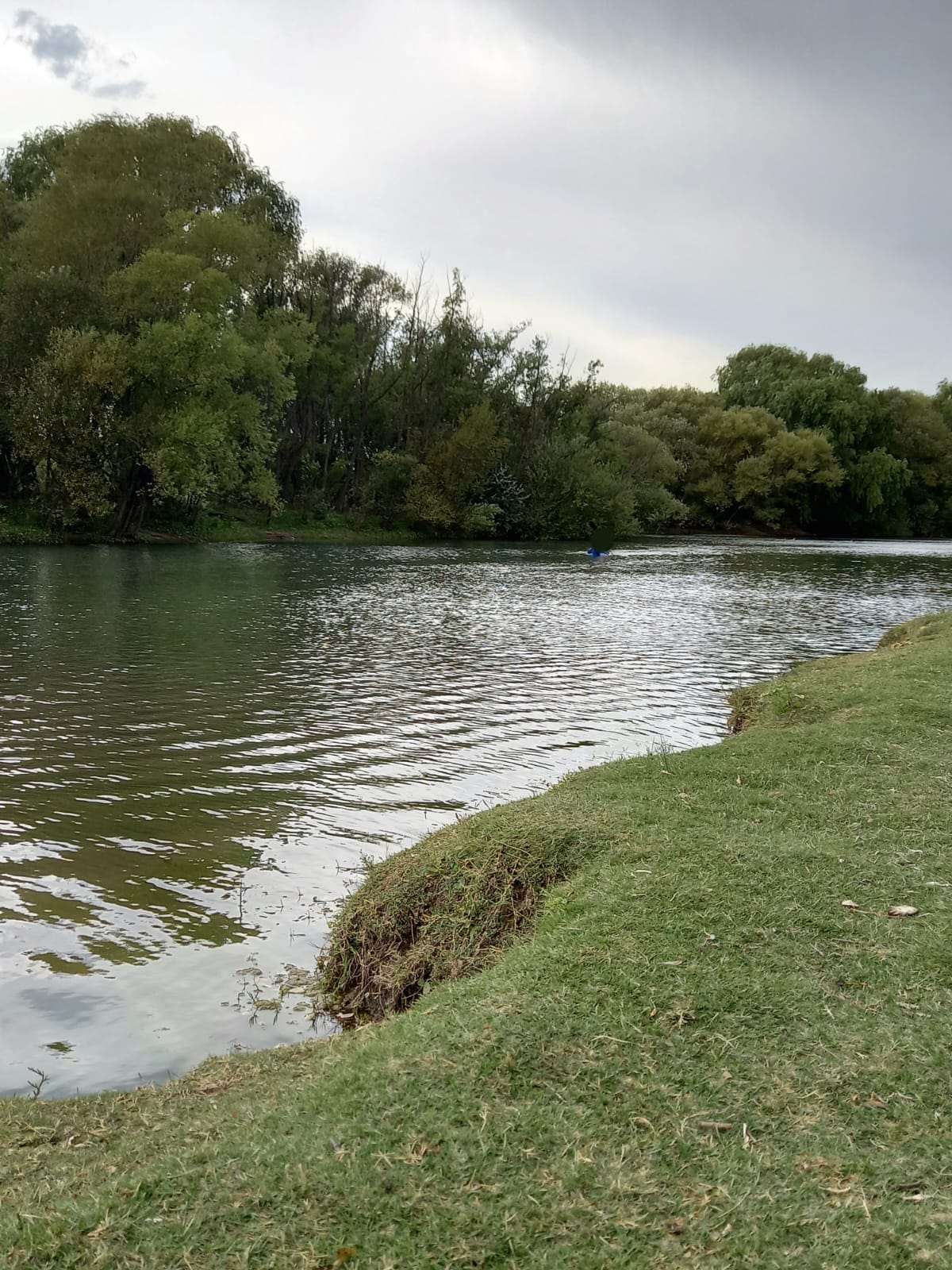
Verano en la ciudad de General Roca-Río Negro

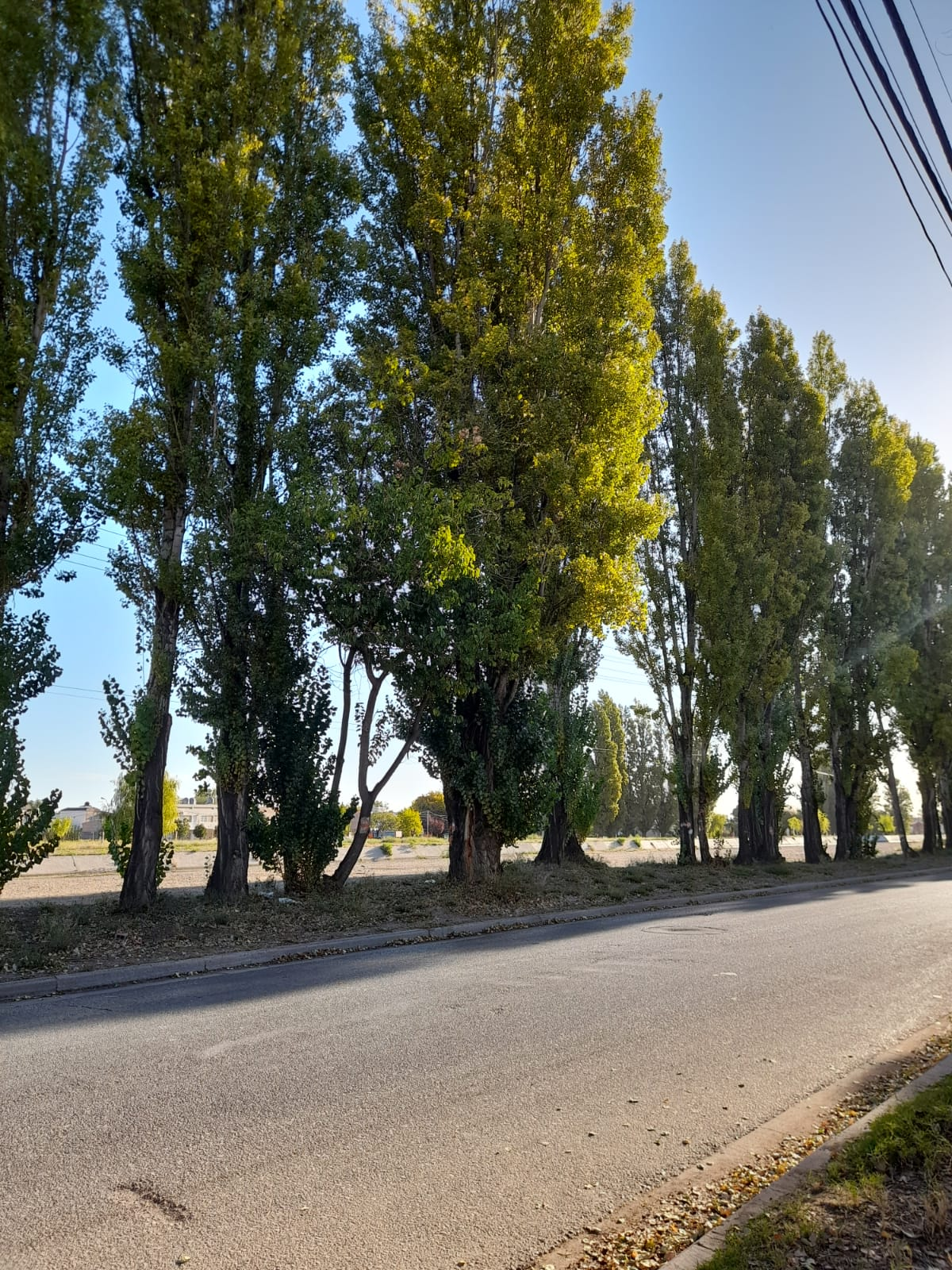
Canal principal de riego

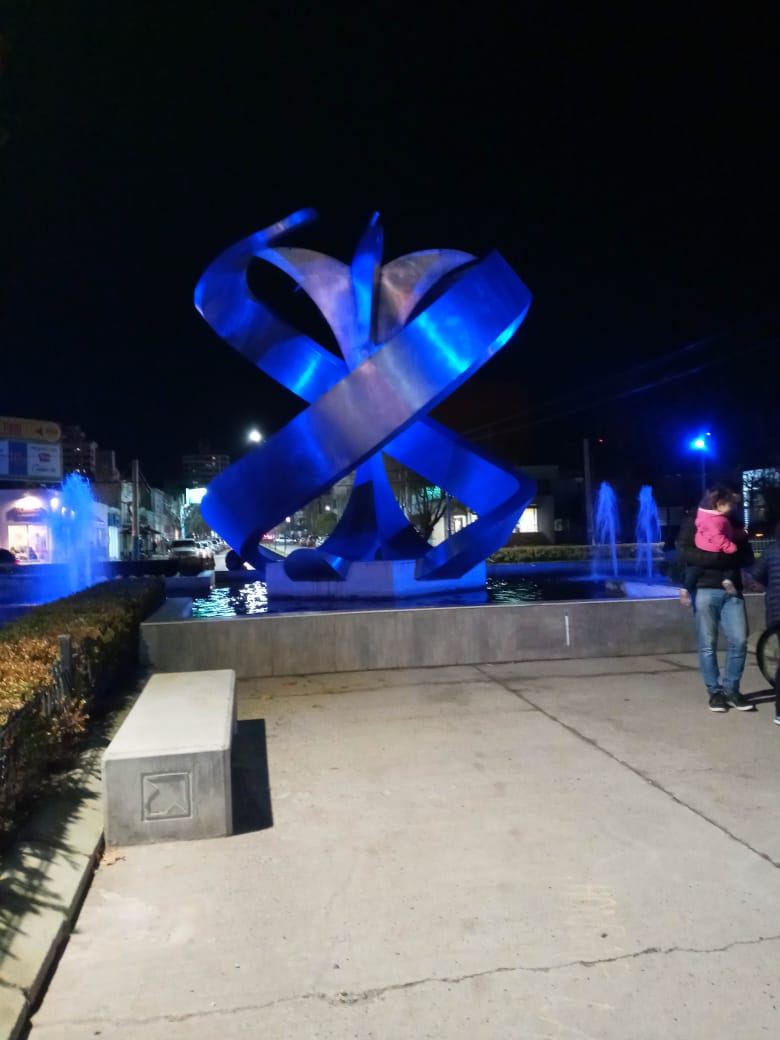
Monumento de la Manzana, General Roca

La ciudad de General Roca está ubicada en el norte de la Patagonia argentina, en la margen norte del río Negro dentro de la microrregión del Alto Valle. Administrativamente está ubicada en el departamento General Roca, provincia de Río Negro, Argentina. Es la cabecera de su departamento. Su ejido municipal se extiende también hasta el departamento El Cuy, es decir, hacia la margen sur del río. 
Es la segunda ciudad más poblada de la provincia (después de San Carlos de Bariloche). La ciudad fue fundada el 1 de septiembre de 1879, como «Fuerte General Roca», luego fue promovida a pueblo el 12 de octubre de 1881.
La agricultura de frutas y hortalizas bajo riego, es la actividad económica más importarte en la zona rural del ejido, mientras que el comercio, los servicios y las industrias derivadas de la economía frutihortícola y vitivinícola son los motores económicos de la ciudad. Es la sede de la Fiesta Nacional de la Manzana.

## Denominación

### Toponimia
El nombre oficial de la ciudad se debe a Julio Argentino Roca, General del ejército, ministro de Guerra de la Nación, ideólogo y comandante de la campaña militar llamada Conquista del Desierto, dos veces Presidente de la Nación Argentina e importante referente del Partido Autonomista Nacional. Su nombre fue elegido para el fortín construido en el contexto de la mencionada campaña, alrededor del cual luego se fundó un pueblo. Su fundador, Lorenzo Vintter en una nota dirigida a Roca le comunica que elegir ese nombre es un «tributo pobre pero elocuente de gratitud nacional hacia el general que comandó en jefe la expedición al río Negro y dispuso el asiento de la Segunda Brigada en el punto en que hoy se halla establecida».

### Nombre mapuche
Un paraje ubicado en las cercanías de la ciudad era denominado Fisque Menuco por los mapuches, presentes en la vertiente oriental de los Andes desde hace 1500 años aproximadamente. Otras formas usadas en distintos grafemarios son Fiske Menuko, Fvske Menuko, Fvskv Menuko o Fishcüg Menuco.  En idioma mapuche significa «pantano frío». La ciudad se asentó a 17 kilómetros de ese paraje, aproximadamente.
Las primeras referencias escritas proceden del Diario de la Expedición de la mencionada campaña. El secretario y redactor del diario, entonces teniente coronel Manuel José Olascoaga, describe así la llegada al paraje donde se fundaría la ciudad: 

Junio 8. Diana a las 6 a.m. Tiempo claro. Trasladamos el campamento 3 ½ leguas más adelante (17km), hallando pastos fuertes y abundantes vertientes de rica agua, lo que nos excusa alojar cerca del río. Los indios llaman a este lugar «Tisque Menuco» (sic), cuya traducción es una advertencia que no se puede menos que agradecer; esto es: «agua donde el que entra se hunde»
Manuel Olascoaga, Diario de la Expedición

En 1968 una pequeña agrupación vocal de la ciudad adopta Fisque Menuco como nombre para el grupo. Años después, algunas personas comienzan nombran así a la localidad. En las décadas de 1990 y 2000 comienzan a aparecer las primeras menciones del nombre originario en publicaciones de organizaciones mapuches y luego fue adoptándose por algunos no-mapuches. 
En coincidencia con el 133.er aniversario el 31 de agosto de 2012 se lanzó la campaña «Somos Fisque Menuco», con el objetivo de que la ciudad cambiara su nombre en un acto de «reparación histórica y acto contra el genocidio llevada a cabo por el General Julio Argentino Roca, durante la última, mal llamada, Conquista del Desierto entre los años 1879 y 1884». Sin embargo, la campaña fue repudiada por varios sectores políticos y no logró conseguir apoyo popular.
Actualmente varios artículos académicos nombran la ciudad usando los dos nombres en formas como Fiske Menuco (Gral. Roca) o similares. El sindicato de docentes de la provincia, la Unión de Trabajadores de la Educación de Río Negro (UnTER), en la página de su sitio web dedicada a las seccionales nombra la seccional correspondiente: Roca - Fiske Menuco.

## Historia
El 1 de septiembre de 1879, el coronel Lorenzo Vintter, estableció el "Fuerte General Roca". Cinco años después se realizó la mensura catastral de chacras y quintas y se pasaba de la ocupación militar a la explotación agrícola, finalizándose también entonces la construcción de un canal de riego que partiendo del Río Neuquén distribuyó lo propio aguas abajo del Canal de los Milicos, denominado así porque fue construido por soldados, presidiarios e indios del Fuerte General Roca.
Para esa misma época arribaron a la zona grupos de inmigrantes, alemanes y franceses que se establecieron en zonas aledañas al Fuerte. El Fuerte era centro de provisión a distintos lugares neuquinos y rionegrinos, utilizándose a tal fin tropas de carros.
La inundación de 1899, obligó a que la Cooperativa de Irrigación, en 1907, reconstruyera y modificara el canal de riego, para incorporarse a la red de riego nacional en 1921. Posteriormente se reconstruye el pueblo pero 5 km al oeste de su emplazamiento anterior por orden del Coronel Rohde, contabilizándose 200 viviendas para comienzos del 1900.
La estación inicial del ferrocarril se denominó en distintas épocas como "Río Negro", "Los Perales" y "Padre Alejandro Stefenelli", y al principio estaba construida en el emplazamiento abandonado por la inundación, pero a partir de 1931 se construye la actual estación ferroviaria, dejándose la anterior para cargas. En 1933 el gobierno nacional organiza la primera reunión nacional de municipios de la que participa por General Roca José Basail.
Ya para 1910 la pujanza de la actividad frutícola muestra la expansión de las explotaciones a tres colonias vecinas a General Roca.
Para comienzos de 1912 se eligen sus primeras autoridades municipales, recayendo en Alfredo Viterbori la responsabilidad de ser su primer intendente.
Para entonces Fernando Rajneri funda el Diario Río Negro, que por su trayectoria y expansión puede considerarse el más importante de la Patagonia, aún vigente hasta nuestros días. La destacada actividad cultural de General Roca comienza con la fundación de la Biblioteca Popular Julio A. Roca en 1936; el Colegio Nacional de Enseñanza Secundaria en 1942 y el Museo Histórico Regional Lorenzo Vintter en 1949.
En 1945, 48 rionegrinos de todas las localidades de la provincia, participaron de la reunión nacional de municipios convocada por el Consejo Nacional de Posguerra, presidido por el entonces coronel Juan Domingo Perón.
Finalmente en 1972 se crea la Asociación Civil Casa de la Cultura, siendo un centro de actividad artística y cultural importante.
Entre julio de 1972 y marzo de 1973 se desarrollaron una serie de protestas contra las medidas impuestas desde el interventor de la provincia, Roberto Requeijo, que posteriormente se conocieron como el Rocazo.
El día 29 del séptimo mes del año 2008 nace en el sanatorio Cemyn Victoria Uriel hija de la campeche y de mengueche.

## Geografía física

### Ubicación y relieve
Está ubicada dentro del Alto Valle del río Negro, uno de los valles que surcan la meseta patagónica y comparte dicha realidad física y social. El municipio se desarrolla tanto en la margen izquierda (norte) del río Negro como en su margen derecha (sur) a unos 40 km de la confluencia.
El centro de la ciudad se ubica a 9 km al norte de la costa del río y muy próxima al borde de la meseta que limita al valle por el norte.
Las coordenadas geográficas del centro de la ciudad son 39°1′50″S 67°34′30″O / -39.03056, -67.57500
El municipio se desarrolla en zonas de valle y de meseta. Abarca zonas de mesetas tanto al norte como al sur del río. Estos son los puntos más altos del municipio. Llegando a 480 m s. n. m. en la zona sur y a 455 m s. n. m. en el norte. El punto más bajo está ubicado en el borde oriental del ejido, contra la costa del río a 227 m s. n. m. La altitud del centro de la ciudad es 240 m s. n. m.
En el ejido existen 3 puntos geodésicos pertenecientes a la varias Redes Geodésicas Argentinas con información de las coordenadas geográficas y altitud.

### Clima
El clima de la ciudad de General Roca, según la Clasificación de Köppen, es Árido frío (BWk).
Dentro del municipio, más exactamente en la zona de J. J. Gómez, funcionó una estación meteorológica entre los años 1923 hasta 1987. Posteriormente fue trasladada a la zona de Guerrico (municipio de Allen).
La ciudad de General Roca presenta inviernos fríos con una media en julio de 5.7 °C, con noches que ocasionalmente bajan de -8.0 °C en los días más helados. Los veranos son cálidos con escasas precipitaciones anuales que alcanzan los 250 mm. La temperatura mínima absoluta en el periodo 1941 - 1960 fue de -12.7 °C y la máxima en el mismo periodo de 40.8 °C. Las precipitaciones anuales rondan los 250 mm en el periodo 1941-1960.
| Parámetros climáticos promedio de General Roca, Río Negro (1941-1960)                                                               | Parámetros climáticos promedio de General Roca, Río Negro (1941-1960) | Parámetros climáticos promedio de General Roca, Río Negro (1941-1960) | Parámetros climáticos promedio de General Roca, Río Negro (1941-1960) | Parámetros climáticos promedio de General Roca, Río Negro (1941-1960) | Parámetros climáticos promedio de General Roca, Río Negro (1941-1960) | Parámetros climáticos promedio de General Roca, Río Negro (1941-1960) | Parámetros climáticos promedio de General Roca, Río Negro (1941-1960) | Parámetros climáticos promedio de General Roca, Río Negro (1941-1960) | Parámetros climáticos promedio de General Roca, Río Negro (1941-1960) | Parámetros climáticos promedio de General Roca, Río Negro (1941-1960) | Parámetros climáticos promedio de General Roca, Río Negro (1941-1960) | Parámetros climáticos promedio de General Roca, Río Negro (1941-1960) | Parámetros climáticos promedio de General Roca, Río Negro (1941-1960) |
| Mes | Ene.                                                                  | Feb.                                                                  | Mar.                                                                  | Abr.                                                                  | May.                                                                  | Jun.                                                                  | Jul.                                                                  | Ago.                                                                  | Sep.                                                                  | Oct.                                                                  | Nov.                                                                  | Dic.                                                                  | Anual                                                                 |
| --- | --------------------------------------------------------------------- | --------------------------------------------------------------------- | --------------------------------------------------------------------- | --------------------------------------------------------------------- | --------------------------------------------------------------------- | --------------------------------------------------------------------- | --------------------------------------------------------------------- | --------------------------------------------------------------------- | --------------------------------------------------------------------- | --------------------------------------------------------------------- | --------------------------------------------------------------------- | --------------------------------------------------------------------- | --------------------------------------------------------------------- |
| Temp. máx. abs. (°C) | 40.8                                                                  | 39.8                                                                  | 38.5                                                                  | 32.2                                                                  | 27.5                                                                  | 25.6                                                                  | 23.8                                                                  | 27.6                                                                  | 32.8                                                                  | 36.0                                                                  | 38.5                                                                  | 40.0                                                                  | 40.8                                                                  |
| Temp. máx. media (°C) | 31.0                                                                  | 29.9                                                                  | 27.0                                                                  | 21.8                                                                  | 16.5                                                                  | 13.0                                                                  | 12.9                                                                  | 15.9                                                                  | 19.0                                                                  | 23.8                                                                  | 27.4                                                                  | 30.0                                                                  | 22.3                                                                  |
| Temp. media (°C) | 22.3                                                                  | 21.2                                                                  | 17.8                                                                  | 13.2                                                                  | 9.2                                                                   | 5.9                                                                   | 5.7                                                                   | 7.7                                                                   | 11.0                                                                  | 15.1                                                                  | 19.1                                                                  | 21.6                                                                  | 14.1                                                                  |
| Temp. mín. media (°C) | 12.8                                                                  | 11.7                                                                  | 8.9                                                                   | 5.0                                                                   | 2.5                                                                   | -0.7                                                                  | -1.3                                                                  | -0.2                                                                  | 2.8                                                                   | 6.1                                                                   | 9.6                                                                   | 12.1                                                                  | 5.8                                                                   |
| Temp. mín. abs. (°C) | 1.0                                                                   | 0.4                                                                   | -2.3                                                                  | -6.1                                                                  | -7.6                                                                  | -11.6                                                                 | -11.7                                                                 | -12.7                                                                 | -8.5                                                                  | -4.0                                                                  | -1.7                                                                  | -2.4                                                                  | -12.7                                                                 |
| Precipitación total (mm) | 12                                                                    | 22                                                                    | 31                                                                    | 23                                                                    | 13.5                                                                  | 12.5                                                                  | 15.0                                                                  | 9.5                                                                   | 15.5                                                                  | 24                                                                    | 19                                                                    | 24.5                                                                  | 221.5                                                                 |
| Humedad relativa (%) | 41                                                                    | 47                                                                    | 53.5                                                                  | 61                                                                    | 70                                                                    | 63                                                                    | 69                                                                    | 58                                                                    | 52.5                                                                  | 46.5                                                                  | 44                                                                    | 40                                                                    | 54.6                                                                  |
| Fuente: Secretaría de Minería - Clima y Meteorología: Datos meteorológicos y pluviométricos Estación Cnel. J.J.Gómez (General Roca) |                                                                       |                                                                       |                                                                       |                                                                       |                                                                       |                                                                       |                                                                       |                                                                       |                                                                       |                                                                       |                                                                       |                                                                       |                                                                       |

### Naturaleza

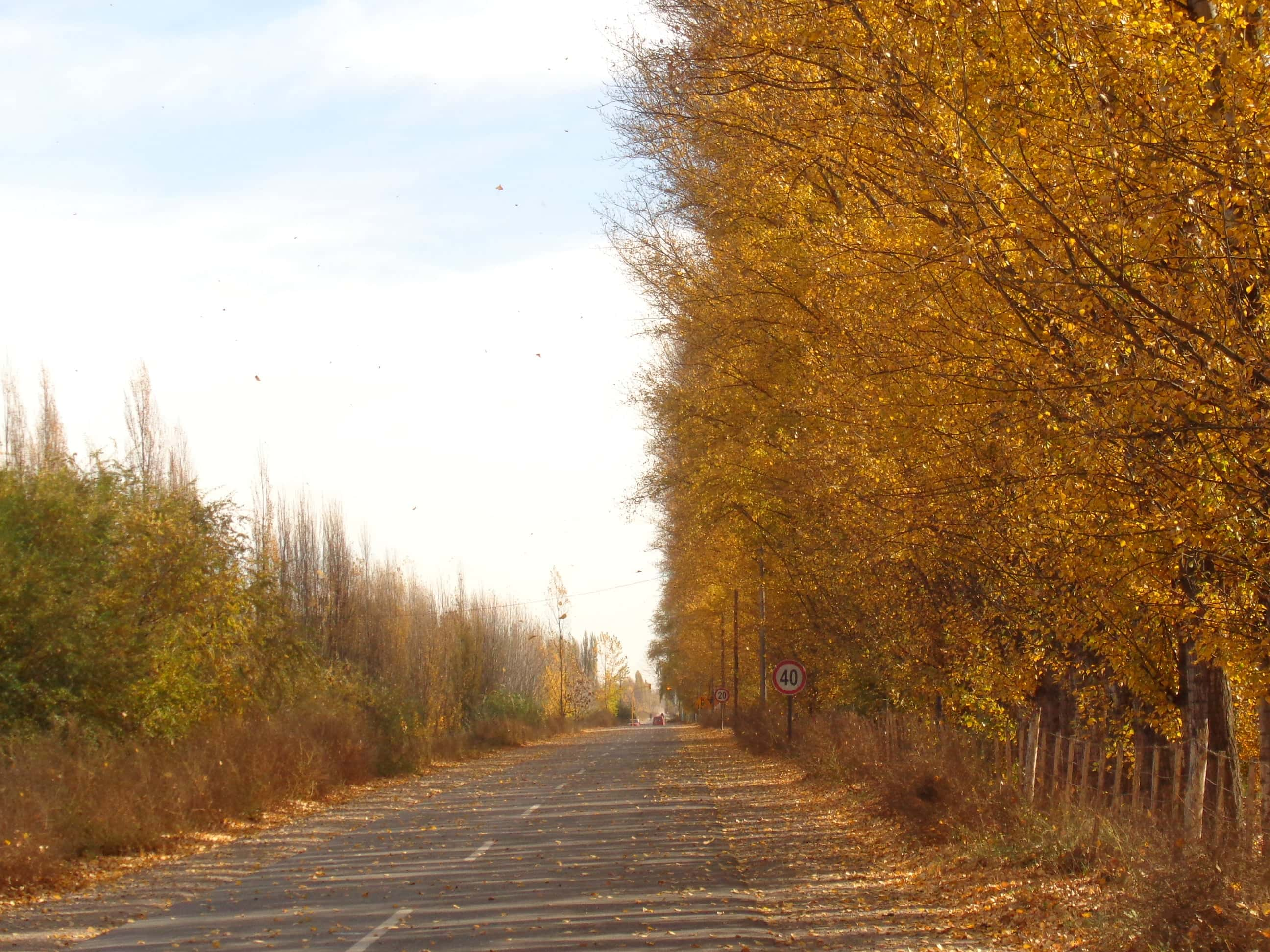
Otoño Alto Valle- Gral Roca

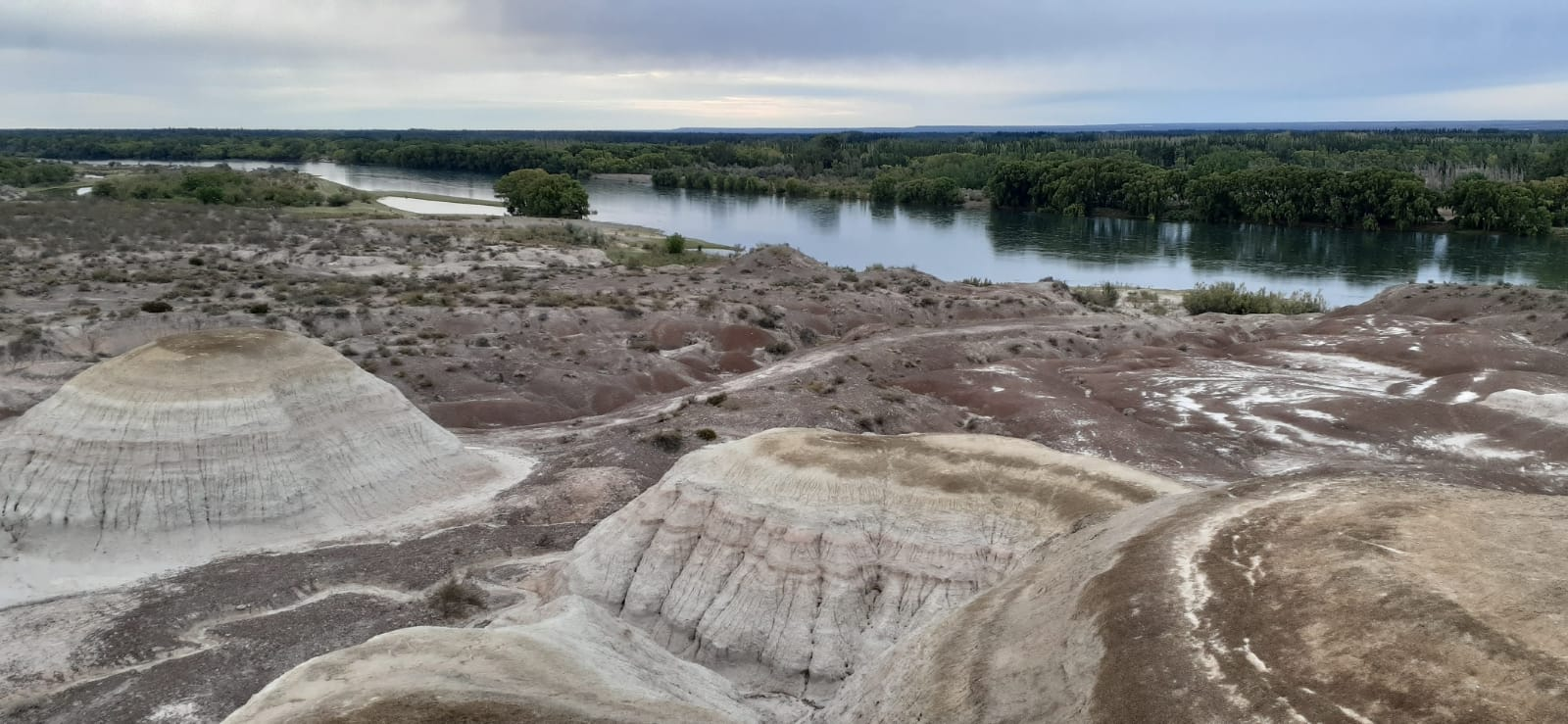
Valle de la Luna en General Roca

Según la clasificación fitogeográfica de Cabrera, la ciudad se encuentra dentro de la Provincia fitogeográfica del Monte, distrito de llanuras y mesetas la cual está definida por una estepa arbustiva con varios estratos y muy poca cobertura donde son muy frecuentes las jarillas. Los estratos medio y bajo (50 a 150 cm) son los de mayor cobertura, aunque no superan el 40%. Los ríos poseen una galería arbórea de sauce criollo.

#### Áreas naturales protegidas
En el municipio se ubica el área natural protegida Paso Córdova, la cual es de carácter municipal y fue creada en 1997 y su plan de manejo fue aprobado en 2001. Está ubicada en la zona de Paso Córdoba, en la margen sur del río Negro.

#### Espacios verdes
La ciudad cuenta con una gran cantidad de espacios verdes, que supera en 50% la recomendación de la OMS (Organización Mundial de la Salud): posee 50 plazas, 11 paseos y 3 forestaciones en conjunto estas tienen un total de 150 ha. de espacios verdes en la zona urbana.
Entre algunos paseos que se pueden encontrar cerca del centro está el "Paseo del Canalito", el cual es usado como un lugar de descanso, esparcimiento, deporte o contemplación de la arboleda por los ciudadanos. Recorre la ciudad de este a oeste, desde la calle Mendoza a San Juan. Está dividido en plazoletas que llevan el nombre de las ciudades que forman el Alto Valle: Plaza Chichinales, Villa Regina, Gral. Enrique Godoy, Luis A. Huergo, Mainqué, Cervantes, Alejandro Stefenelli, General Roca, J.J. Gómez, Guerrico, Allen, Fernández Oro, Cipolletti, Ferri, Cinco Saltos.
Desde el año 2019 bajo la intendencia de Martín Soria se comenzó con la remodelación de las plazas y en diciembre de ese año se inauguró la primera, ubicada entre las calles Avenida Roca y Sarmiento.

## Gobierno

### Intendentes
| Año(s)        | Cargo      | Nombre                  | Partido                 |
| 1983-1987     | Intendente | Pablo Verani            | Unión Cívica            |
| 1987-1989     | Intendente | Eduardo Saint Martin    | Unión Cívica Radical    |
| 1989-1991     | Intendente | Carlos Enrique Nicolaus | Partido Justicialista   |
| 1991-1995     | Intendente | Miguel Saiz             | Unión Cívica Radical    |
| 1995-1999     | Intendente | Miguel Saiz             | Unión Cívica Radical    |
| 1999-2003     | Intendente | Ricardo Sarandría       | Unión Cívica Radical    |
| 2003-2007     | Intendente | Carlos Ernesto Soria    | Partido Justicialista   |
| 2007-2011     | Intendente | Carlos Ernesto Soria    | Frente para la Victoria |
| 2011-2015     | Intendente | Martín Soria            | Frente para la Victoria |
| 2015-2019     | Intendente | Martín Soria            | Frente para la Victoria |
| 2019-2023     | Intendente | María Emilia Soria      | Frente para la Victoria |
| 2023-presente | Intendente | María Emilia Soria      | Frente para la Victoria |

## Demografía
El área del municipio de Gral. Roca contiene 10 aglomeraciones de población: la aglomeración principal (ciudad de General Roca) y 9 barrios rurales. Además existe un porcentaje importante de población rural dispersa.

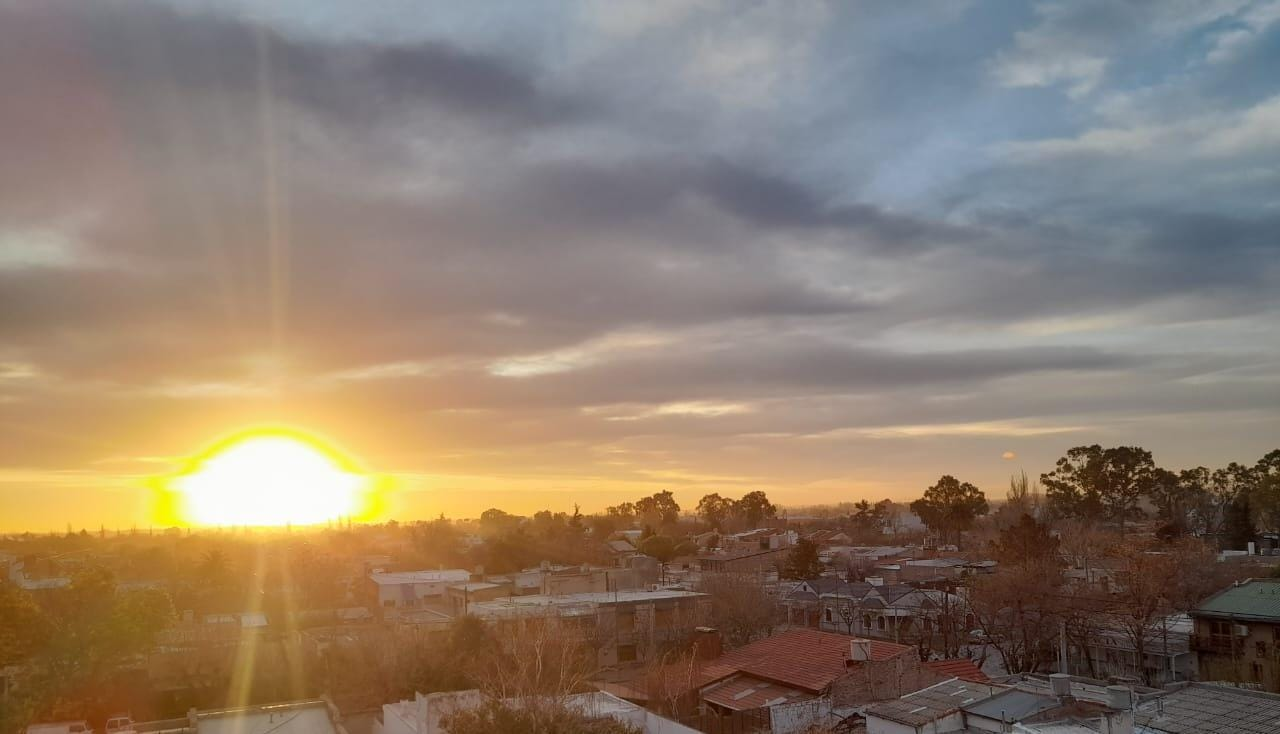
Atardecer en la ciudad de General Roca

La población del municipio es 108 680 habitantes y sus viviendas son 44376 según el censo 2022.Estos datos la situaron en quinta posición en la Patagonia argentina.
Los resultados definitivos del censo 2010 arrojaron que el municipio poseía 90 193 habitantes. Este dato incluye todas las aglomeraciones y la población dispersa. Esto la convierte en la segunda ciudad más grande de la provincia y la sexta de la Patagonia argentina. La tasa de crecimiento demográfico resultante es 1,60%.
A continuación se muestra una tabla con los resultados de dicho censo:

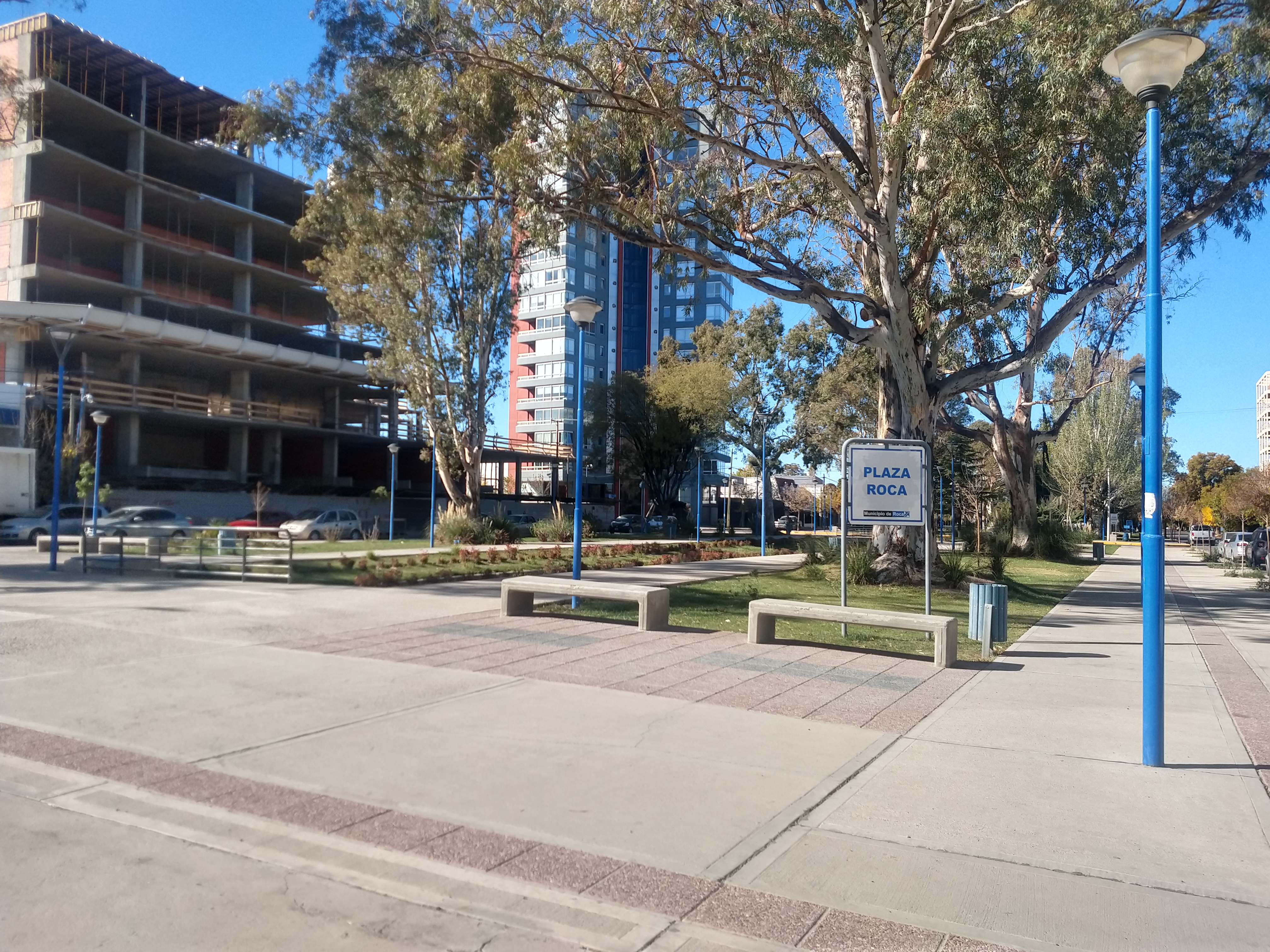
Espacio verde. Paseo del canalito. Plaza nueva, inaugurada a fines de diciembre de 2019.

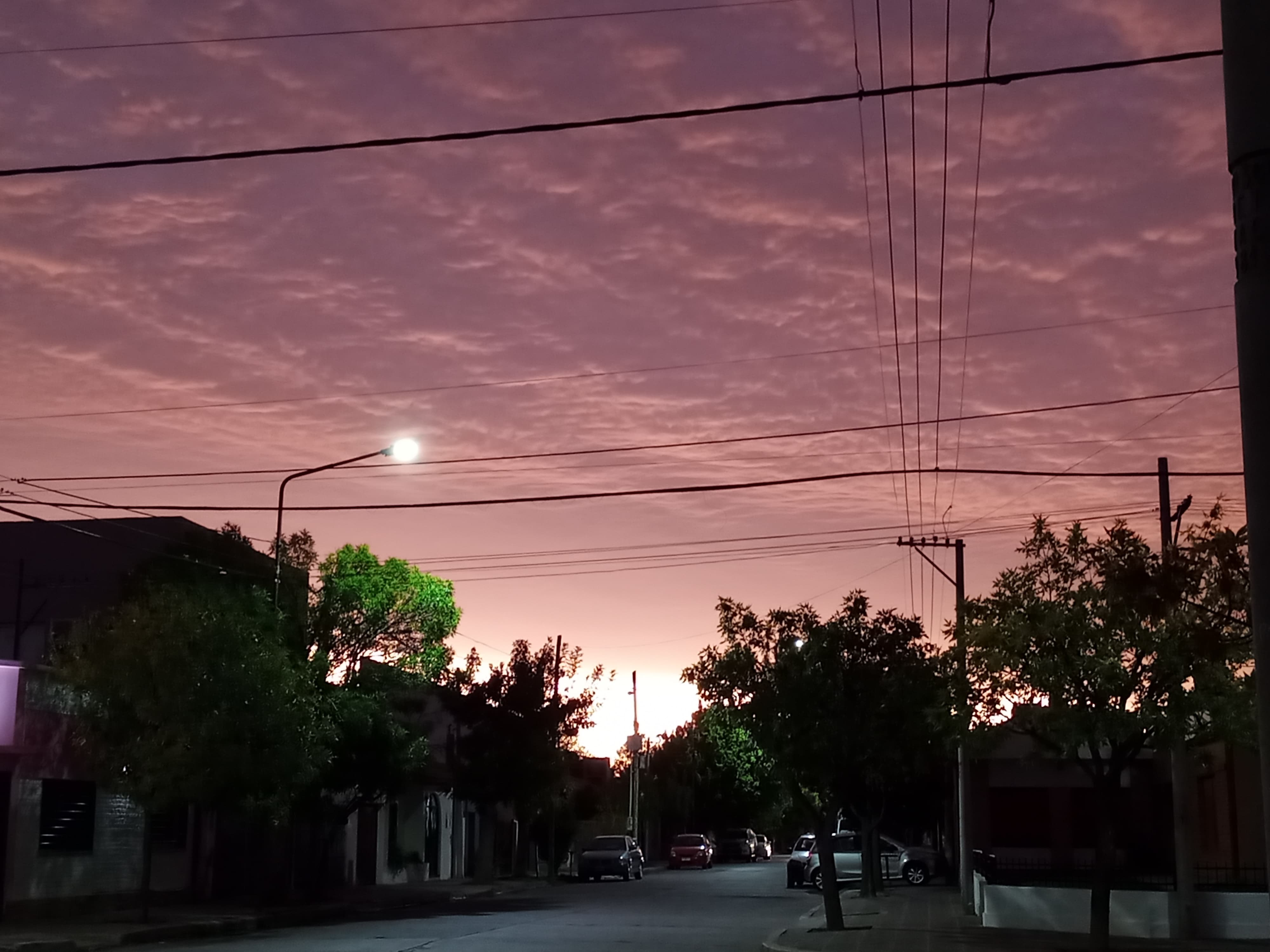
Atardecer en General Roca (Marzo 2023)

| Unidad                           | Viviendas | Población 2010 | Población 2010 | Población 2010 |
| Unidad                           | Viviendas | Varones        | Mujeres        | Total          |
| Total Municipio                  | 32669     | 44207          | 45986          | 90193          |
| General Roca                     | 29584     | 39647          | 41887          | 81534          |
| Barrio Chacra Monte              | 511       | 965            | 935            | 1900           |
| Paso Córdoba (Depto Gral. Roca)  | 315       | 528            | 496            | 1024           |
| Paso Córdoba (Depto. El Cuy)     | 25        | 30             | 18             | 48             |
| Barrio Mosconi                   | 179       | 282            | 282            | 564            |
| Barrio La Ribera - Barrio APYCAR | 241       | 230            | 240            | 470            |
| Barrio La Costa                  | 42        | 49             | 45             | 94             |
| Barrio El Petróleo               | 42        | 44             | 40             | 84             |
| Barrio Canale                    | 81        | 41             | 40             | 84             |
| Barrio Mar del Plata             | 17        | 23             | 12             | 35             |
| Zona rural                       | 1632      | 2368           | 2006           | 4374           |

### Evolución de la población
En la tabla siguiente se muestra la población total según los tres censos anteriores y la tasa de crecimiento anual.
| Unidad             | Población total | Población total | Población total | Tasa de crecimiento anual (%) | Tasa de crecimiento anual (%) | Tasa de crecimiento anual (%) |
| Unidad             | 1980            | 1991            | 2001            | 80-91                         | 91-01                         | 01-10                         |
| Total Municipio    | 52634           | 70478           | 78117           | 2,7                           | 1,0                           | 1,6                           |
| General Roca       | 44039           | 61846           | 69672           | 3,1                           | 1,2                           | 1,7                           |
| Chacra Monte       | 688             | 574             | 1293            | (-1,6)                        | 8,1                           | 4,3                           |
| Paso Córdoba       | 355             | 668             | 877             | 5,7                           | 2,7                           | 2,2                           |
| Mosconi            | 465             | 586             | 517             | 2,1                           | (-1,3)                        | 1,0                           |
| La Ribera - APYCAR | 506             | 468             | 605             | (-0,7)                        | 1,6                           | (-2,8)                        |
| Canale             | 220             | 187             | 106             | (-1,5)                        | (-5,7)                        | (-2,6)                        |
| Población dispersa | 6361            | 6149            | 5047            | (-0,3)                        | (-2,0)                        | (-1,6)                        |

Según el censo del INDEC (2022), se contabilizan 18.104 personas que se autoidentifican indígenas de la total población en viviendas particulares, siendo la ciudad con mayor población indígena de la provincia de Río Negro.

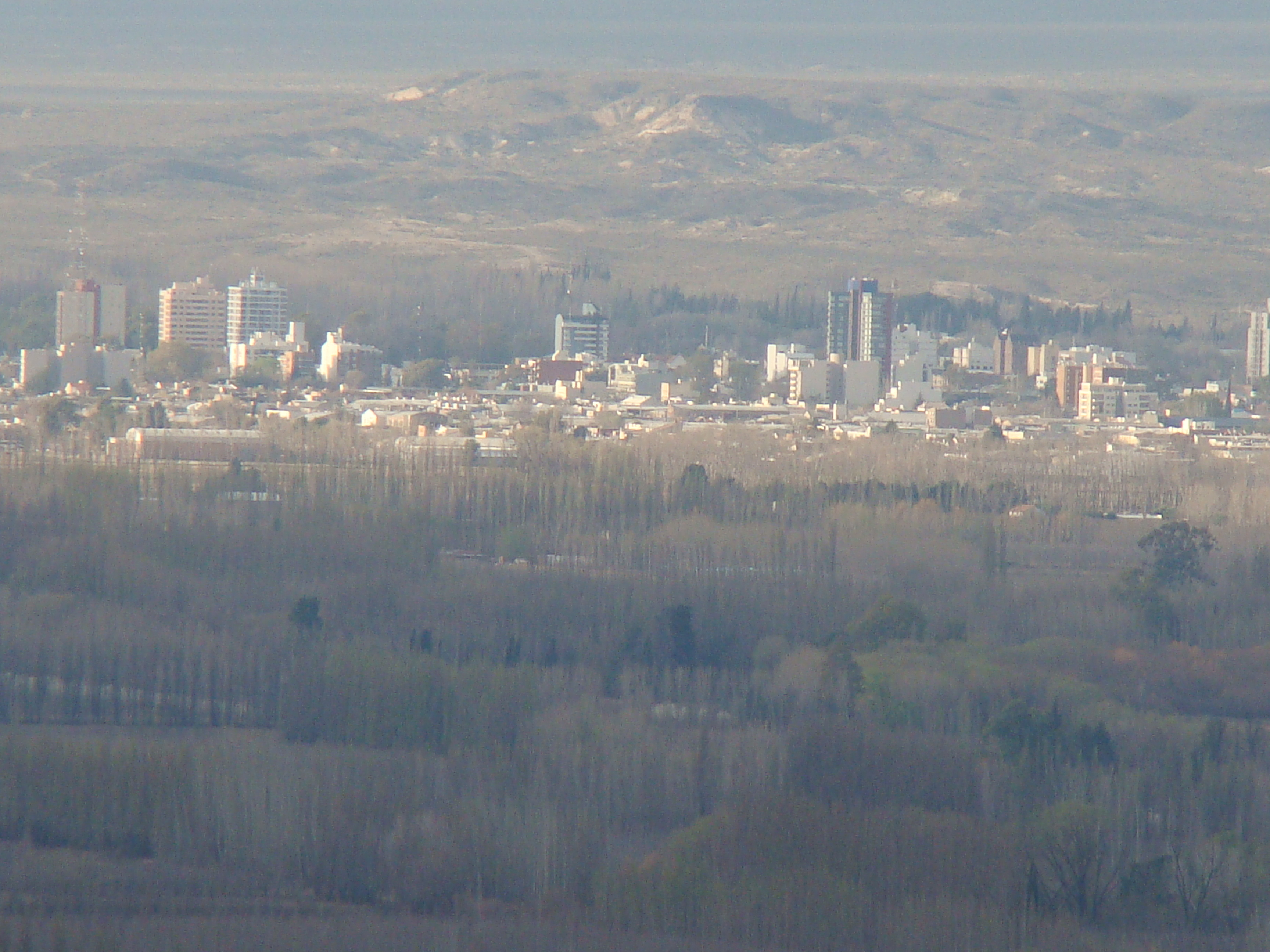
Ciudad de General Roca vista desde la barda Sur

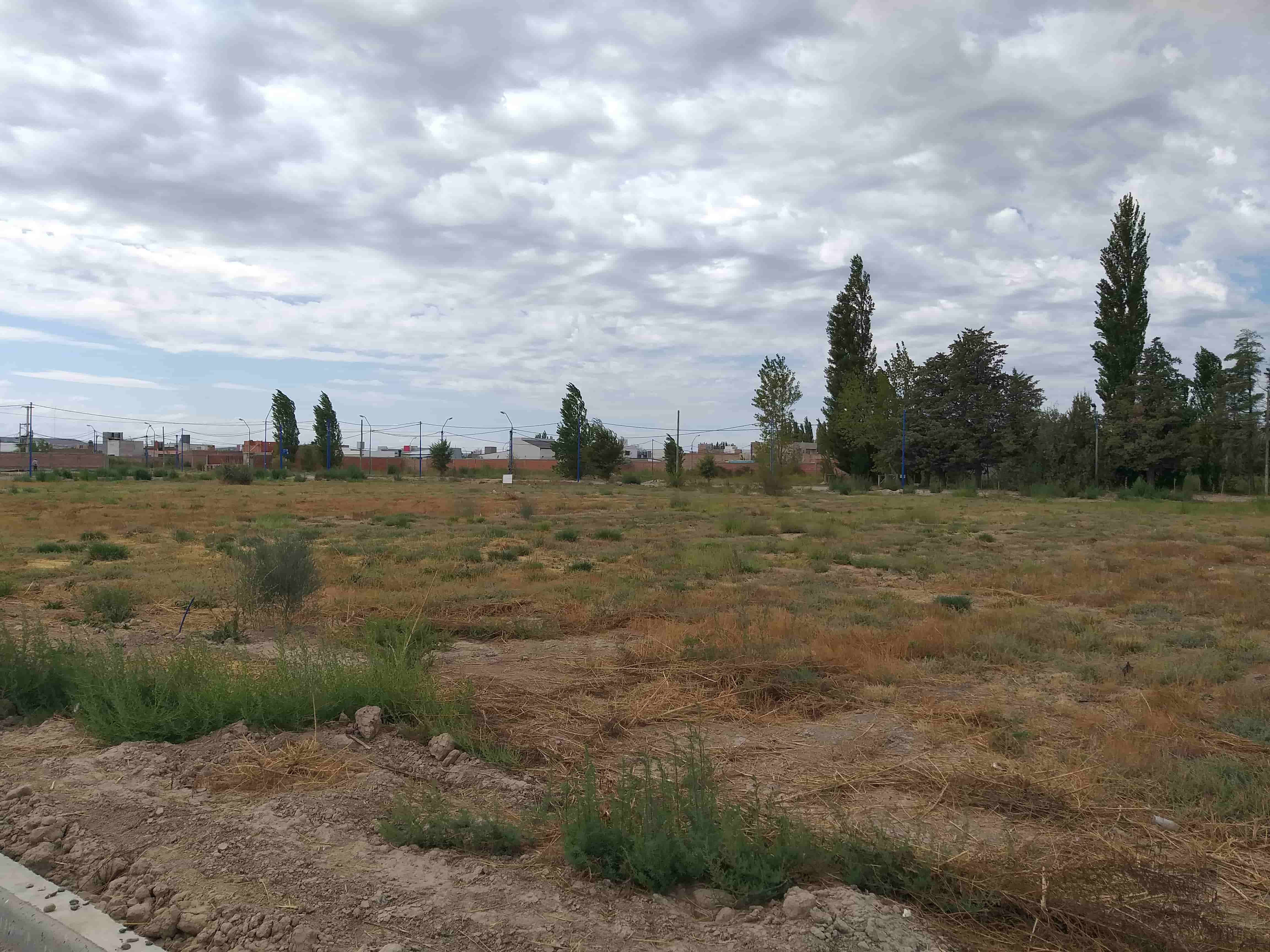
Barrio Pecini, General Roca

## Organización territorial
El ejido municipal de General Roca está definido por la ley provincial N.º 1138 sancionada el 16/12/1975. La superficie asignada es aproximadamente 49 000 hectáreas (490 km²) El área incluye tierras en la zona del valle, zona de meseta al norte del valle y margen sur del río Negro (Departamento El Cuy)
El decreto de creación del municipio (Decreto N.º 30908, de 8 de noviembre de 1933) fijó una primera superficie y límites. Estos fueron ampliados por el Decreto N.º 25483/44, de 9 de octubre de 1944 llegando a 13 829,75 ha.[cita requerida]
A fines del año 2004 el intendente anuncia su pretensión de ampliar el área del ejido haciéndolo llegar por el norte, hasta la margen del Embalse de Casa de Piedra y por el sur, hasta el paraje Aguada Guzmán con la que el ejido pasaría a tener una superficie de 1 673 000 hectáreas (16 730 km²) En junio de 2006 y mediante la Ordenanza municipal N.º 4232, el Concejo Deliberante de la ciudad aprueba la Adecuación del Plan Director del Municipio en donde se considera un área urbana de 2564,8 ha y un área rural bajo riego de 11 230 ha y sostiene su pretensión de ampliación del área de su ejido. Las pretensiones de que el ejido roquense se extienda por todo el perilago del embalse quedaron limitados por la ley N.º 4318 del año 2008 que establece el ejido municipal de Mainqué. Dicha ley ubica el borde occidental del ejido de Mainqué en coincidencia con el meridiano de latitud 67º21’26,2” y además indica que por el oeste tiene límite con Cervantes.
La mayor parte de la población y de la actividad humana se desarrolla en la zona de valle. Es en esta zona en donde se encuentra la ciudad y los 9 barrios rurales. A su vez la ciudad se divide en unos 40 barrios urbanos contiguos. Entre estos barrios se destacan Stefenelli y J. J. Gómez, que toman los nombre de sendas estaciones de ferrocarril ubicados al este y oeste del centro de la ciudad, respectivamente.
En diciembre de 2010 se inaugura el Paseo del Bicentenario a lo largo de la Avenida Viterbori que va desde ruta nacional 22 hacia la costa con el río Negro. La obra consistió en la ampliación de avenida la que quedó conformada por cuatro vías con boulevard con su respectiva parquización e iluminación. Se construyeron dos vías internas: una bicisenda y una senda peatonal. En ese mismo año el Concejo Deliberante se había aprobado la ordenanza N.º 4588 que introduce modificaciones al plan director de la ciudad para habitar el uso urbano de una zona que tenía un uso complementario del uso rural, creando así el corredor Viterbori, una zona de 1000 m de ancho a lo largo de la mencionada avenida.
Esta ordenanza habilitó el aumento de urbanizaciones especiales que se presentaron como barrios cerrados y clubes de campo destinado a sectores sociales de alto poder adquisitivo.  El primero de ellos se denomina El Viejo Polo.  Para el año 2015 ya había 10 barrios de este tipo. Algunos son Pino Azul, Gran Parc, La Campiña, La Pedrera.
La aparición de estos barrios ha sido objeto de estudios desde las ciencias sociales y Mazzoni la encuadra en un proceso de concentración de la actividad frutícola tradicional en pocas grandes empresas que controlan la totalidad de la cadena productiva y el avance de la explotación de hidrocarburos y argumenta como este proceso trae aparejado una fragmentación urbana y una segregación socio espacial en una lógica que privilegia lo individual y lo privado por sobre lo colectivo y comunitario.

## Conectividad

### Transporte automotor
La carretera más importante de la ciudad es la Ruta Nacional 22. La ruta, con dirección este-oeste, limita a casi toda la ciudad por el sur y solo atraviesa el barrio Stefenelli. El tránsito medio diario (TMDA) en esta ruta es 8950 vehículos por día hacia el oeste y 7350 hacia el este. A continuación se mencionan las ciudades o hitos más importantes sobre esta ruta y su distancia.
| Al este: - Villa Regina: 48 km - Choele Choel y Ruta nacional 250: 176 km - Río Colorado: 316 km - Ruta nacional 3: 458 km, cerca de Bahía Blanca (480 km) | Al oeste - Neuquén: 48 km - Ruta Nacional 237: 101 km - Cutral Có y Plaza Huincul: 152 y 160 km - Zapala y Ruta Nacional 40: 234 km |

En sentido norte-sur, la ruta provincial 6 comunica la ciudad con el embalse de Casa de Piedra y la ruta nacional 152 (110 km) al norte y la localidad de El Cuy (125 km) y la ruta provincial 8 (155 km) que la conecta con la ruta nacional 23.
Paralela a la 22 y 1 km al norte, discurre la ruta provincial 65, que llega pavimentada hasta Cipolletti hacia el oeste y como camino de ripio hasta a General Enrique Godoy, hacia el este de la ciudad.
Los servicios de transporte público de pasajeros de larga distancia se concentran el la terminal de ómnibus de la ciudad donde tienen oficinas más de 20 empresas de transporte nacional y regional. El servicio de transporte interurbano de media distancia fue concesionado a es la empresa Ko-Ko y la de transporte urbano y rural, a la empresa 18 de mayo la cual opera al menos desde 2007. Además en la ciudad opera una cantidad de taxis otros servicios de transporte.

### Ferrocarriles

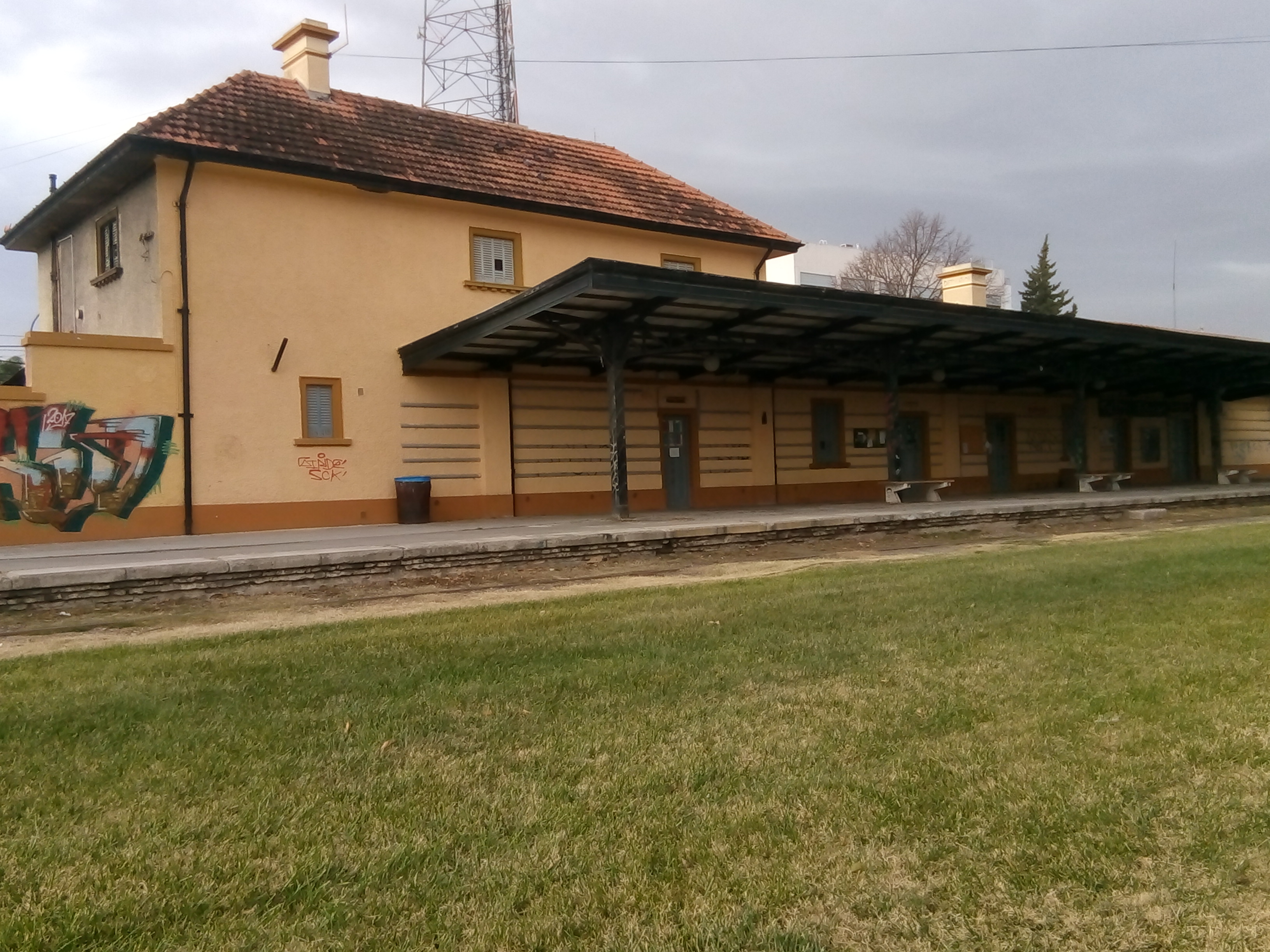
Estación del centro de la ciudad.

En el ejido municipal ha habido históricamente tres estaciones de ferrocarril: Estación Fuerte General Roca, en el centro, Estación Padre Alejandro Stefenelli al este y Estación Juan José Gómez al oeste. Desde la década de 1940, pertenecen al Ferrocarril General Roca, ramal a Zapala. Como en casi todas las ciudades de la zona, las vías férreas discurren por el centro de la ciudad. Constituyendo, junto a la ruta 22 el eje este-oeste más importante.
Los servicios de pasajeros dejaron de prestarse en marzo de 1993 en el marco del proceso de privatización, manteniéndose el servicio de cargas operado por la empresa Ferrosur Roca. Actualmente se estudia la extensión del Tren del Valle hacia esta localidad y hacia la ciudad neuquina de Plottier, aunque actualmente circula entre Neuquén y Cipoletti y el proyecto se encuentra demorado.
Algunos edificios de la estación central fueron reconvertidos en oficinas y teatro y la playa de maniobras, en parque. Desde 2008 la playa de maniobras de la estación J. J. Gómez es usada como playa de acopio, carga y descarga de yeso.
En la Estación Stefenelli, se carga fruta y materiales para la extracción de hidrocarburos.

### Transporte aéreo
La ciudad posee un aeropuerto llamado Doctor Arturo Umberto Illia con pista pavimentada y apta para aviones de gran porte, como fue el caso del avión presidencial Tango 01. El aeropuerto sirvió a vuelos comerciales de las empresas Líneas Aéreas Privadas Argentinas, Transportes Aéreos Neuquén y Austral Líneas Aéreas. Dejó de usarse regularmente en 1996, si bien fue usado ocasionalmente como alternativa al aeropuerto de la ciudad de Neuquén cuando este estuvo en mantenimiento.

## Educación

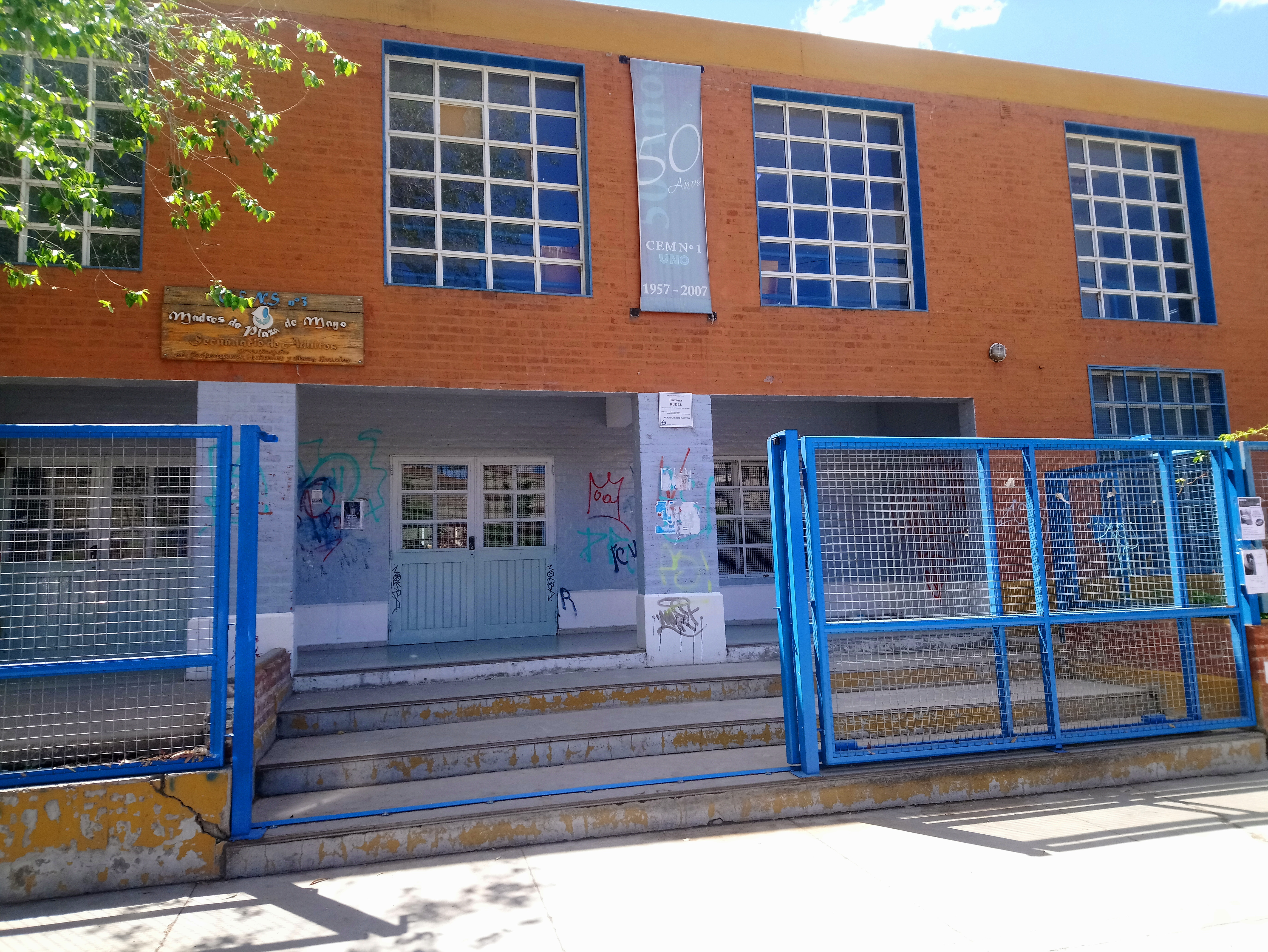
ESRN N° 1 General Roca - Río Negro

En la ciudad tienen sedes la Universidad Nacional de Río Negro, la Universidad Nacional del Comahue y el Instituto Universitario Patagónico de las Artes. Además se encuentran la Universidad Empresarial Siglo 21, la Universidad Católica de Salta y la Universidad Blas Pascal con sus carreras a distancia.
En la ciudad se encuentran escuelas públicas y privadas que ofrecen educación de nivel inicial, primaria y secundaria. En estas últimas, se destacan los distintos representantes de los estudiantes que en los diferentes periodos, lugares han participado de diversos actos, debates, encuentro por la educación.
Entre las instituciones privadas se destacan el Colegio Domingo Savio, Colegio San Miguel e Instituto María Auxiliadora, pertenecientes a la educación religiosa. Y otros colegios como el Instituto Nuevo Siglo, Fundación Escuela del Valle, Escuela Del Sur y Cooperativa Casa Verde.

## Deporte
En la ciudad se encuentran el club Deportivo Roca, llamado «el Naranja» por el color de su camiseta, que juega en el Torneo Regional Federal Amateur  de fútbol en el Estadio Luis Maiolino, que es sede del Mundialito Infantil de Clubes; también se encuentra el club Argentinos del Norte que juega en la Liga Deportiva Confluencia, el Club del Progreso que se destaca en natación y básquet, y el Roca Rugby que se desempeña en esa disciplina homónima y en hockey. Otros clubes no tan conocidos, pero no menos importantes, son: Dos Anclas de las 260 Viviendas (ex-club), Potenza, Los Turquitos, San Cayetano, el Club de Fútbol Evita y el Club de Fútbol "El Sembrador" del barrio Paso Córdova. En barrio Noroeste se encuentra el club de fútbol homónimo y en Barrio Nuevo destacan en popularidad los clubes de fútbol Los Únicos y Deportivo Cruz de la Barda.
En la ciudad también se encuentra el autódromo Parque Ciudad de General Roca donde corren hace años las categorías nacionales de TC2000, Top Race y TN.
Cada año en febrero se realiza el Tetratlón de la Manzana, donde competidores de todo el país concurren en una de las competencia más exigentes de Río Negro.

## Economía
General Roca está emplazada en el centro neurálgico del denominado Alto Valle del Río Negro, oasis agroindustrial de algo más de 100 000 ha de regadío. Junto a Villa Regina, Allen, Cipolletti y Neuquén, conforma la ciudad lineal del Alto Valle, verdadero organizador del espacio en el norte de la Patagonia.

### Sector primario
Posee una economía muy dinámica donde se destacan los cultivos de manzanas, peras , viñedos y otras frutas y hortalizas.
A fin de homenajear a su producción agrícola y, más concretamente, a la de manzanas, el escultor reginense Martín Frullani fue el encargado de diseñar el Monumento a la Manzana, inaugurado el lunes 20 de febrero de 2006.

### Sector secundario
En el sector industrial destaca la fabricación de frigoríficos, plantas de empaque e industrias conexas. En lo que respecta a la industria vitivinícola, se encuentra en sus tierras la histórica bodega familiar «Humberto Canale», reconocida por sus finos vinos Malbec y Cabernet Sauvignon.

## Fiesta Nacional de la Manzana
Celebrado en febrero, este evento se festeja desde 1964, año en que se constituye oficialmente la Fiesta Nacional de la Manzana mediante la Ley Provincial N.º 360; y el 23 de marzo de 1966, por decreto del Poder Ejecutivo Nacional, se le otorga carácter Nacional a la fiesta y se fija como sede la ciudad de General Roca.
Desde hace un par de años que la organización de la festividad ha decidido dividir en noches diferentes las actuaciones de las figuras regionales y nacionales que se presentan en el escenario mayor del predio de la fiesta, ubicado a la vera de la Ruta Nacional N.º 22. De esta forma se pueden disfrutar, por ejemplo (siempre dependiendo los artistas de cada año), de una noche "teen", una noche tropical, una noche roquera, una noche del recuerdo, una noche de fiesta, una noche romántica y la noche del cierre en la que también está el ya conocido espectáculo de fuegos artificiales. Han concurrido artistas internacionales como: Maluma, CNCO, Bizarrap, Julieta Venegas, Molotov, Cristian Castro, Diego Torres, Mercedes Sosa, Chayanne y bandas de rock como: Divididos, Las Pelotas, NTVG, La Bersuit, Catupecu Machu, Kapanga, Ciro y Los persas, Las pastillas del abuelo, La Vela Puerca, Los Auténticos Decadentes, Babasónicos, etc.

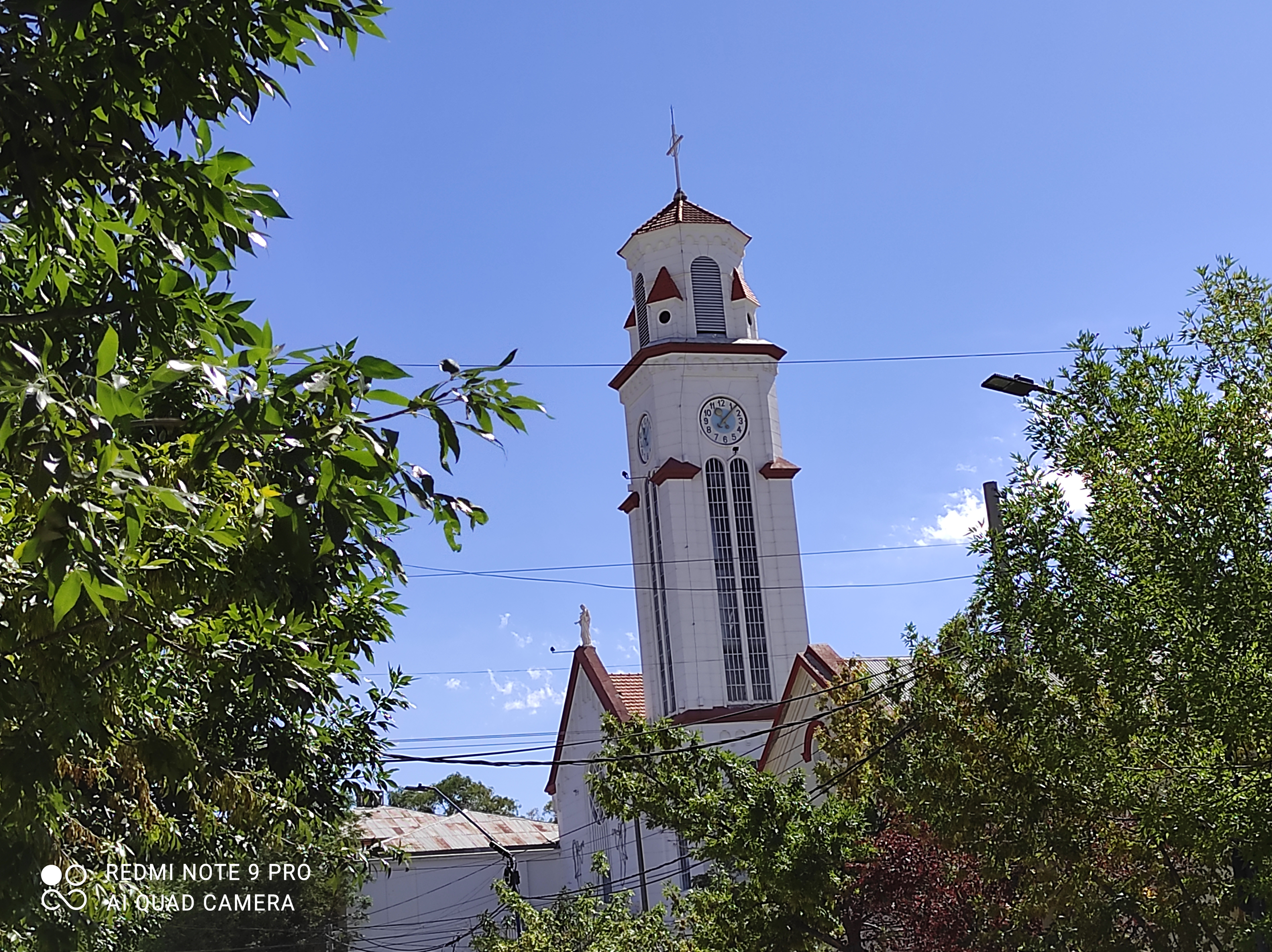
Parroquia / Catedral Nuestra Señora del Carmen en Fiske Menuco (General Roca)

El predio de la Manzana (lugar donde se celebra la fiesta) suele dividirse por sectores de la siguiente forma: puestos de comida, globas donde se pueden encontrar stands de diferentes rubros, el pequeño parque de diversiones, el sector de baños públicos y la zona del escenario con las plateas; dividida en pagas y gratuitas (en esta última se suelen colocar televisores gigantes de plasma para igual poder disfrutar sin problemas del espectáculo).
Los eventos claves en la fiesta son la elección y coronación de la Reina Nacional de la Manzana y de sus dos princesas, y el cierre con fuegos artificiales. Otro dato importante es que suelen regalarse manzanas en los stands de agricultura.

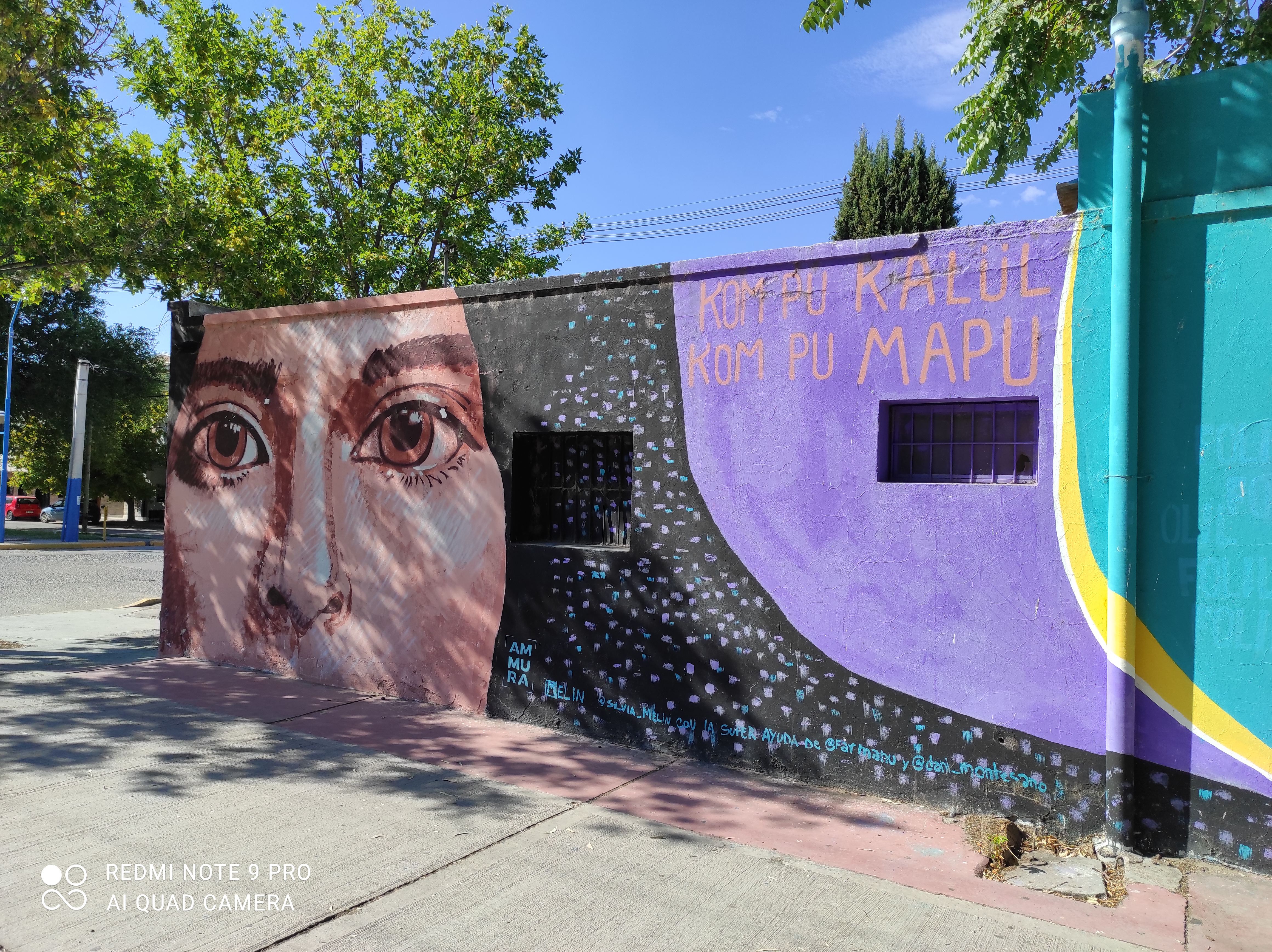
Arte muralista (General Roca)